# Martin Nečas
Martin Nečas (ur. 4 września 1998) – czeski piłkarz występujący na pozycji prawego obrońcy lub prawego pomocnika w słowackim klubie Tatran Liptowski Mikułasz. Wychowanek FK Příluky i Fastav Zlín. W swojej karierze grał w Fastavie Zlín, MFK Dubnica oraz MFK Skalica. Były, młodzieżowy reprezentant Czech do lat 16.